# 채필근
채필근(蔡弼近, 일본식 이름: 佐川弼近사가와 히쓰킨, 1885년 ~ 1973년)은 한국의 장로교 목사이며 신학자이다. 호는 편운(片雲).

## 생애
평안남도 중화군 출신으로 어릴 때 기독교에 입문했다. 평양의 숭실학교를 졸업하고 1913년에 평양에 있는 조선예수교장로회신학교에 입학해 목회자의 길을 걷게 되었다.
조선예수교장로회신학교 졸업 후에는 함경북도에서 전도사와 목사로 일하다가 캐나다 선교회의 장학금으로 일본으로 유학하였다. 메이지 학원 고등부를 거쳐 1925년 도쿄제국대학 철학과를 졸업했고, 귀국하여 모교인 숭실전문학교 교수를 지냈다. 채필근의 신학은 조선신학교를 설립한 김재준과 가까운 신정통주의 신학 계열로 분류된다.
일제 강점기 말기에 신사참배 강요 문제를 둘러싼 논쟁에서 신사참배는 일본 국민으로서의 의례라는 태도로 일제에 동조했다. 조선예수교장로회신학교가 강제로 폐교된 뒤 1940년에 조선총독부의 인가를 받아 새로 개교한 신학교의 교장으로 임명되었다. 이 학교의 정식 명칭은 평양신학교이나 목회자에게 황민화 재교육을 실시하는 등 친일의 정도가 심한 어용 학교였기 때문에 일명 평양신학교라고 불렸던 조선예수교장로회신학교의 정통을 이은 것으로 인정받지 못하고 있다. 흔히 후평양신학교나 채필근신학교 등으로 지칭된다.
1943년에는 장로교단이 일본기독교 조선장로교단으로 흡수되어 창립총회가 열렸을 때 초대 통리에 올랐다. 반대파는 투옥되는 등 탄압을 받고 있는 상황에서 출범한 이 조직은, 찬송가를 편찬할 때 기미가요를 싣고 시국 강연회를 개최했으며 징병제가 실시되자 감사 예배를 올리는 등 일제에 적극 협조했다. 애국기 헌납 운동라는 이름으로 태평양 전쟁 지원을 위한 모금 운동을 벌이기도 했다.
채필근은 조선임전보국단에 발기인으로 가담하였고 조선전시종교보국회와 조선종교단체전시보국회에도 장로교 대표로 참여했다. 이처럼 드러나는 친일 행위로 인해 일제 패망 이후 투옥되는 등 곤란한 지경에 빠졌다. 한국 전쟁 중 월남하여 피난민 위주의 교회인 산돌교회를 세우는 등 목회자로 일하면서 신학교에 출강해 강의를 병행했다. 《비교종교학》, 《신구약주석》 등의 저술을 남겼다.

## 사후
채필근은 보기 드문 도쿄제대 출신의 엘리트 목회자였고, "120년의 한국 개신교 역사에서 가장 해박한 지식인"이라는 평가도 있다.
2008년 발표된 민족문제연구소의 친일인명사전 수록예정자 명단 중 개신교 부문, 2009년 친일반민족행위진상규명위원회가 발표한 친일반민족행위 705인 명단에 포함되었다.

## 같이 보기
- 평양신학교
- 조선예수교장로회신학교
- 조선임전보국단

## 참고자료
- 채필근(蔡弼近) - 한국학중앙연구원
- 전갑생 (2004년 10월 15일). “일본교단 조선장로회, 일본군 '비행기 헌납'에 나서 - [친일단체 바로알기 9] 국민총력 조선예수교장로회연맹과 일본교단 조선장로회”. 거제타임즈. 2008년 4월 27일에 확인함. |제목=에 지움 문자가 있음(위치 32) (도움말)